# 129-я гвардейская стрелковая дивизия
129-я гвардейская стрелковая дивизия (полное наименование 129-я гвардейская Житомирская Краснознамённая ордена Суворова стрелковая дивизия) — воинское соединение Вооружённых Сил СССР в Великой Отечественной войне.

## История
Сформирована 9 октября 1943 года путём преобразования 176-й стрелковой Краснознамённой дивизии. В действующей армии с 9 октября по 19 ноября 1943 года и с 30 ноября 1943 по 11 мая 1945 года.
Была переброшена с Таманского полуострова в район Киева, в конце ноябре 1943 года переброшена на подступы к Житомиру, который был освобождён вновь в том числе и частями дивизии в ходе Житомирско-Бердичевской наступательной операции.
В конце мая 1944 года обороняла рубеж юго-восточнее Бучача, в июле-августе 1944 года принимала участие в Львовско-Сандомирской стратегической операции.
C 9 сентября 1944 года воевала в Карпатах, принимая участие в Восточно-Карпатской операции, 20 сентября  части дивизии первыми вступили на территорию Словакии. К 30.09.1944 года вышла на рубеж Главного Карпатского хребта, овладела Русским перевалом, в октябре 1944 года принимала участие в Карпатско-Ужгородской операции
В 1945 году принимала участие в Западно-Карпатской стратегической операции, вышла к Моравско-Остравскому промышленному району Чехословакии, с боями прошла территорию страны и закончила войну на подступах к Праге.
В июне 1946 года дивизия была расформирована.

## Подчинение
- 1-й Украинский фронт, 18-я армия, 22-й стрелковый корпус — на 01.01.1944 года.
- 1-й Украинский фронт, 1-я гвардейская армия, 30-й стрелковый корпус — на 01.07.1944 года.
- 4-й Украинский фронт, 1-я гвардейская армия, 30-й стрелковый корпус — c 05.08.1944 года.
- 4-й Украинский фронт, 1-я гвардейская армия, 107-й стрелковый корпус — на 01.10.1944 года.

## Состав
- 320-й гвардейский стрелковый полк
- 325-й гвардейский стрелковый полк
- 330-й гвардейский стрелковый полк
- 299-й гвардейский артиллерийский полк
- 115-й отдельный гвардейский истребительно-противотанковый дивизион
- 110-я отдельная гвардейская разведывательная рота
- 124-й отдельный гвардейский сапёрный батальон
- 127-й отдельный гвардейский батальон связи
- 119-й медико-санитарный батальон
- 113-я отдельная гвардейская рота химический защиты
- 112-я автотранспортная рота
- 108-я полевая хлебопекарня
- 116-й дивизионный ветеринарный лазарет
- 1535-я полевая почтовая станция
- 288-я полевая касса Госбанка

## Командование

### Командиры
- Бушев, Сергей Михайлович (09.10.1943 — 20.06.1944), генерал-майор
- Фесенко, Ефим Васильевич (21.06.1944 — 05.07.1944), подполковник
- Гринченко, Тимофей Устинович (06.07.1944 — ??.06.1946), полковник, с 13.09.1944 генерал-майор

### Заместители командира
- Фесенко, Ефим Васильевич (09.10.1943 — 21.06.1944, 05.07.1944 — ??.06.1946), подполковник, с 1944 года полковник

## Награды
| Награда (наименование)              | Дата                 | За что награждена |
| ----------------------------------- | -------------------- | --- |
| Почётное звание«Гвардейская»        | 9 октября 1943 года  | присвоено приказом Народного комиссара обороны СССР за проявленную отвагу в боях при освобождении Тамани, за стойкость, мужество, дисциплину и организованность. |
| Почётное наименование «Житомирская» | 13 февраля 1944 года | присвоено приказом Верховного Главнокомандующего за отличие в боях при освобождении крупного областного центра Украины города Житомир — важнейшего узла коммуникаций и мощного опорного пункта обороны немцев. |
| орден Красного Знамени              | 13 декабря 1942 года | награждена указом Президиума Верховоного Совета СССР от 13 декабря 1942 года за образцовое выполнение заданий командования на фронте борьбы с немецкими захватчиками, проявленные при этом доблесть и мужество. (Успешные боевые действия дивизии на оборонительном этапе битвы за Кавказ и при контрударах под Моздоком и Орджоникидзе) |
| Орден Суворова II степени           | 28 мая 1945 года     | награждена указом Президиума Верховного Совета СССР от 28 мая 1945 года за образцовое выполнение заданий командования и боях с немецкими захватчиками при овладении городами Моравская Острава, Жилина и проявленные при этом доблесть и мужество.                                                                                       |

Награды частей дивизии:
- 320-й гвардейский стрелковый Прешовский Краснознамённый ордена Богдана Хмельницкого[4] полк
- 325-й гвардейский стрелковый Краснознамённый[5]орденов Суворова[6] и Богдана Хмельницкого[7] полк
- 330-й гвардейский стрелковый Дрогобычский Краснознамённый ордена Богдана Хмельницкого[6] полк
- 299-й гвардейский артиллерийский ордена Ленина[8] Краснознамённый полк
- 115-й отдельный гвардейский истребительно-противотанковый ордена Богдана Хмельницкого[9] дивизион
- 124-й отдельный гвардейский сапёрный ордена Красной Звезды[4] батальон

## Отличившиеся воины дивизии
Герои Советского Союза:
- Баранников, Василий Фёдорович, командир отделения артиллерийской разведки батареи 299-го гвардейского артиллерийского полка, гвардии старший сержант. Герой Советского Союза. Звание присвоено ??.03.1945 года за бои в районе села Каменне (Польша) в сентябре 1944 года (захватил орудия у врага, одно из них развернул и открыл огонь, тем самым обеспечив выполнение операции).
- Геврик, Григорий Фёдорович, командир отделения станковых пулемётов 330-го гвардейского стрелкового полка, гвардии младший сержант. Герой Советского Союза. Звание присвоено 29.06.1945 года за бои в январе-марте 1945 года (посмертно).
- Ижедеров, Фёдор Николаевич, командир взвода 320-го гвардейского стрелкового полка, гвардии лейтенант. Герой Советского Союза. Звание присвоено 24.03.1945 года.
- Саидбеков, Амирали, командир стрелковой роты 325-го гвардейского стрелкового полка, гвардии старший лейтенант. Герой Советского Союза. Звание присвоено 27.07.1945 года.
- Филиппов, Василий Макарович, командир батареи 299-го гвардейского артиллерийского полка, гвардии старший лейтенант. Герой Советского Союза (посмертно). Звание присвоено 24.03.1945 года за бои сентября 1944 года и 05.10.1944 года в предгорьях Карпат (вывел батарею на прямую наводку, заменил командира стрелковой роты и повёл её на штурм дзота, где получил смертельное ранение).
- Фокин, Андрей Петрович, командир 320-го гвардейского стрелкового полка, гвардии полковник. Герой Советского Союза. Звание присвоено 29.06.1945 года.

 Кавалеры ордена Славы трёх степеней:
- Рыжаков, Павел Васильевич, гвардии рядовой, сапёр 320 гвардейского стрелкового полка.

## Память
- Памятник сыну полка дивизии Дегтярёву Саше в г. Зоринске[11].